# Stanley Ager
Stanley Ager, född 1908 i Newmarket, död 1985, var en engelsk butler och författare.

## Biografi
Stanley Ager började som hallboy i Croome Court 1922. Han var sedan second footman, first footman och valet i olika hushåll. År 1930 vart han valet åt den andre Baron St Levan i St Michael’s Mount, som blev hans huvudsakliga arbetsplats. Från 1933 till 1945 var han butler i olika hushåll, och återvände till St Michael’s Mount som butler fram tills han gick i pension 1975 och bosatte sig i Marazion. År 1933 gifte han sig med en parlourmaid i St Michael’s Mount.

## Författarskap
År 1980 publicerade han Ager’s Way to Easy Elegance tillsammans med Fiona St. Aubyn, en medlem av den adliga familj som han tjänade i St Michael’s Mount. Boken handlar om skötsel av kläder och husgeråd, bordsdukning, och en mängd andra detaljer, som var aktuella i ett aristokratisk hushåll på 1900‑talet. Ager’s Way är skriven från en butlers perspektiv, men de praktiska råden är allmängiltiga. Boken är också en memoar med skildringar av några av tidens berömdheter och kungligheter.
Ager’s Way utgavs ånyo 1981 som The Butler's Guide: To Running the Home and Other Graces, och igen 2013 med förord av Alastair Bruce, som var historisk rådgivare vid produktionen av TV‑serien Downton Abbey. Vid omnämnanden av boken i tidningar på 2000‑talet har journalister nämnt att Stanley Ager’s bok har blivit aktuell på grund av intresset för engelsk högreståndskultur som väckts av Downton Abbey.